# Утрехт (провинција)
Утрехт (хол. Utrecht) је провинција у централном делу Холандије. То је најмања од 12 провинција земље. 
У провинцији Утрехт живи 1.243.161 становника (подаци од 30.9.2012), што је око 7,4% становништва земље. 
Највећи и главни град провинције Утрехт је истоимени град Утрехт. Други велики град провинције је Амерсфорт. 

## Спајање са Северном Холандијом и Флеволандом
Од 2011. постојање провинције је угрожено после дванаест векова. Прва Рутеова влада жели да истраје у својим плановима да Утрехт уједини са Северном Холандијом и Флеволандом, при чему поново настаје департман Зајдерзеа (Јужно море), који је 1811. био под француском влашћу. Парламент је одбацио планове прве Рутеове владе након оштрих критика које су дошле из различитих административних нивоа и од становника Утрехта. Друга Рутеова влада је након 2 године предложила сличну поделу. Према министру Пластерку подела ће се применити пре следећих провинцијских избора 2015. На тај начин влада жели да спречи народ да блокира поделу.

## Географија
Утрехт се на западу и југозападу граничи са Јужном Холандијом, на истоку и југоистоку са Хелдерландом, на северозападу са Северном Холандијом и на североистоку са језером Ејм, једним од граничних језера (хол. Randmeren). Јужну границу чине реке Недерајна (хол. Nederrijn) и Лек.
Територија најмање холандске провинције је у претходним деценијама три пута проширавана: године 1970. је прикључен Оудеватер (хол. Oudewater), потом 1989. Вурден (хол. Woerden), затим 2002. Вијанен (хол. Vianen). Ова три градића су пре тога припадала Јужној Холандији. Провинција је 2002. изгубила подручје бивше општине Лосдрехт који се придружио новој општини Вејдмејрен (хол. Wijdemeren) и провинцији Северна Холандија. Северно од Утрехта налазе се позната одмаралишта: Вехтстрејк (хол. Vechtstreek) и Лосдрехт Пласен (хол. Loosdrechtse Plassen).